# Хедегор, Конни
Конни Хедегор (дат. Connie Hedegaard; род. 15 сентября 1960, Хольбек, Дания) — датский и европейский политик, европейский комиссар по вопросам климата с 2010 по 2014 год.
Окончила Копенгагенский университет, где изучала историю и литературу. В 1984 году была избрана в парламент Дании, но в 1990 году не сумела переизбраться. Работала журналистом в газетах Berlingske Tidende, Politiken, в Датской телерадиокомпании. В 2004 году была назначена министром экологии Дании, в 2005 году также заняла пост министра сотрудничества северных государств (дат. Minister for nordisk samarbejde). В 2007 году была назначена министром по делам климата и энергетики. C 2010 по 2014 год Хедегор занимала пост комиссара по вопросам климата.
До 16 декабря 2009 года Хедегор председательствовала на конференции ООН по изменению климата в Копенгагене.

## Публикации
- Connie Hedegaard, Claus Hagen Pedersen. Det 20. århundrede: de 100 mest betydningsfulde personer i Danmark, 1999
- Connie Hedegaard. Da klimaet blev hot, 2008